# Нутный раскоп
Ну́тный раскоп — место археологических изысканий в районе Нутной и Славной улиц в Великом Новгороде (Славенский конец). 
В 1979—1981 годах изыскания на Нутном раскопе проводились отрядом Новгородской археологической экспедиции под руководством  Б. Д. Ершевского. Его площадь составила 1206 м². Археологами были полностью исследованы напластования на площади 348 м², вскрыты остатки каменных построек XVII—XVIII веков, остатки каменного терема XIV века, выявлены остатки 25-ти ярусов настилов мостовой древней Нутной улицы. Были также изучены остатки жилых и хозяйственных построек. Позднейший исследованный ярус на раскопе Нутный-IV датируется началом XV столетия (порубочная дата — 1401—1405 годы).
Среди множества находок было найдено 12 берестяных грамот, игральные фигурки и клюшки, гусли, пряслица (в том числе овручские шиферные, деревянный цилиндр-замок (пломба). Азбука (абецедарий) представлена на одной из древнейших найденных берестяных грамот — берестяной грамоте № 591 (30-е годы XI века), обнаруженной в 1981 году.